# Ложкін Олексій Олександрович
Олексій Олександрович Ложкін (рос. Алексей Александрович Ложкин; 15 квітня 1986, м. Кірово-Чепецьк, СРСР) — російський хокеїст, захисник. Виступає за «Аріада-Акпарс» (Волжськ) у Вищій хокейній лізі.
Вихованець хокейної школи «Олімпія» (Кірово-Чепець). Виступав за: «Олімпія» (Кірово-Чепець), «Аріада-Акпарс» (Волжськ), «Кристал» (Саратов), «Хімік-СКА» (Новополоцьк).